# Бакай, Александр Степанович
Александр Степанович Бакай (укр. Олександр Степанович Бакай; 16 сентября 1938, Харьков, УССР — 9 августа 2025) — украинский физик, академик НАН Украины.

## Биография
Александр Степанович Бакай родился 16 сентября 1938 года в Харькове. В 1955 году окончил Петровско-Роменскую среднюю школу (сейчас это Гадячский район в Полтавской области). Высшее образование получил в Харьковском государственном университете, в 1961 году закончил физико-математический факультет по специальности «физик». В 1966 году защитил кандидатскую диссертацию по теме «Влияние периодических и случайных возмущений на нелинейные системы», а в 1972 году — докторскую диссертацию: «Вопросы теории нелинейных колебаний и их применение в физике».
С 1961 года работал в Харьковском физико-техническом институте: был младшим научным сотрудником (с 1961 г.), научным сотрудником (с 1963) старшим научным сотрудником (с 1969 г.), начальником лаборатории (с 1976 г.) заведующим теоретического отдела (с 1981 г.). В течение 1977—1999 годов — профессор ХГУ, профессор Белгородского педагогического университета (1994—1998 годы). Научные направления: теоретическая и математическая физика.
Скончался 9 августа 2025 года.

## Научные достижения
Развил теорию нелинейных многоволновых явлений в сплошных средах — плазме, ионосферной плазме, твердом теле; построил теорию умеренной турбулентности в плазме; сформулировал поликластерну модель аморфных твердых тел и исследовал физические свойства поликластеров; установил связь адиабатических инвариантов и инвариантов Пуанкаре-Картана, доказал, что энтропия стохастической динамической системы является адиабатическим инвариантом; построил теорию гетерофазных состояний и вторичных фаз, построил теорию фазовых превращений с учетом множественности ближнего упорядочения, изучил природу крупномасштабных корреляций и удобным возможностям мод в стеклотворных жидкостях; построил структурно-фазовые диаграммы бинарных сплавов, находящихся в условиях реакторного облучения; руководит программами разработки и тестирования в экспериментах с имитационным облучением материалов для реакторов 4-го поколения.
Александр Степанович Бакай — действительный член Научного общества имени Тараса Шевченко (2007), действительный член Национальной академии наук Украины (2009), Соросовский профессор (1996), Лауреат стипендии им. К. Д. Синельникова (2003), член секции Комитета по Государственным премиям Украины, член специализированных и проблемных советов, член редколлегий многих научных журналов.
Работы Александра Бакая по теории поликластерних аморфных тел отмечены Государственной премией Украины (1992 гг.), а работы по ядерной энергетике — премией им. А. И. Лейпунского НАН Украины (2008).
Награждён медалями «За доблестный труд. В ознаменование 100-летия со дня рождения Владимира Ильича Ленина» (1970), «За трудовую доблесть» (1981), «Ветеран труда» (1987). Имеет Благодарность Кабинета Министров Украины (2003), отличия НАН Украины «За научные достижения» (2008).
Среди учеников — 13 кандидатов и 5 докторов наук. Имеет в своем активе около 300 научных публикаций и 5 монографий.

## Труды
- Бакай, Александр Степанович. Поликластерные аморфные тела. — Москва: Энергоатомиздат, 1987. — 193 с.
- Бакай, Александр Степанович. Адиабатические инварианты. — Киев: Наукова думка, 1981. — 283 с.